# Äskgöl, Småland
Äskgöl är en sjö i Västerviks kommun i Småland och ingår i Storån-Botorpsströmmens kustområde. Sjöns area är 0,028 kvadratkilometer och den befinner sig 64,9 meter över havet.